# بوسييير جالانت
بوسييير جالانت (بالفرنسية: Bussière-Galant)‏ هي بلدية في مقاطعة فيين العليا في منطقة أقطانية الجديدة غرب فرنسا. تضم محطة Bussière - Galant [الإنجليزية] وصلات بالسكك الحديدية إلى بوردو وبيريجو وليموج.